# Capricorn One
Pour les articles homonymes, voir Capricorn.
Pour plus de détails, voir Fiche technique et Distribution.
Capricorn One est un film américano-britannique réalisé par Peter Hyams et sorti en 1978. C'est un thriller politique mettant en scène une fausse mission spatiale vers Mars avec des images tournées sur Terre dans un hangar.
Ce film envisage une supercherie qui, par analogie fait écho aux théories conspirationnistes concernant le programme Apollo sur la Lune. Le slogan du film sur l'affiche originale peut se traduire ainsi : « Seriez-vous choqué si vous appreniez que le plus grand événement de l'Histoire récente ne s'est pas passé du tout ? »

## Résumé
Vers la fin des années 1970, la première mission habitée vers Mars, Capricorn One, est prête sur le pas de tir. Mais lorsque la NASA découvre que, par la faute d'un sous-traitant, les systèmes de support de vie rendent la mission impossible, ils préfèrent simuler une mission martienne réussie plutôt que d'avorter le projet.
Quelques minutes avant le lancement, l'équipage ébahi est évacué du vaisseau et transféré par avion dans une vieille base de l'US Army en plein désert. On leur déclare alors que, de gré ou de force, ils vont participer à de fausses émissions télévisuelles depuis Mars. Leur refus initial amène les autorités à menacer de prendre leurs familles en otage. Tandis que le vaisseau vide poursuit son chemin, les astronautes passent des mois de captivité à réaliser le film de leur « atterrissage martien ».
Bien que personne ne sache la vérité à la NASA, Elliot Whitter (Robert Walden), un technicien remarque une absurdité depuis sa console : les signaux de télévision et radio arrivent bien avant les relevés télémétriques ; « On dirait presque qu'ils sont tout proches... Mais ces signaux ne peuvent pas provenir d'un point éloigné de cinq cents kilomètres », confie-t-il à son ami journaliste Robert Caulfield (Elliott Gould). Le technicien est alors victime d'une mystérieuse disparition, et le journaliste conçoit des soupçons. À chaque indice qu'il découvre, sa vie est menacée.
Lorsque les astronautes sont censés revenir sur Terre en amerrissant, la capsule vide brûle entièrement lors de sa rentrée atmosphérique. Les captifs comprennent vite que la NASA ne voudra jamais les libérer pour ne pas exposer la supercherie, car ils sont morts aux yeux du public. Ils décident de s'échapper en utilisant le Learjet de la NASA. Ils sont poursuivis par l'armée qui lance à leurs trousses un duo d'hélicoptères Hughes OH-6 Cayuse noirs.
À court de carburant, le Learjet doit se poser dans le désert, un atterrissage de fortune. Les trois hommes se séparent et partent dans trois directions différentes.
Seul le commandant Brubaker (James Brolin) échappe aux poursuivants. Caulfield le retrouve grâce à Alban (Telly Savalas), pilote d'avion d'épandage agricole, en l'occurrence un vieux Boeing-Stearman Model 75 Kaydet rouge crasseux, totalement recouvert de poussière. Ils réussissent, au cours d'une poursuite aérienne, à se débarrasser des deux Cayuse en les aspergeant d'un nuage d'insecticide à la sortie d'un looping effectué à proximité d'un canyon abrupt, les Cayuse allant s'écraser sur le flanc du canyon.
Finalement, les deux hommes arrivent à la cérémonie d'hommage rendue aux astronautes, exposant de ce fait la duperie au public par la voie des médias dont la télévision nationale qui, en diffusant l'événement en direct, discrédite l'hypothèse de la mission vers Mars.

## Fiche technique
- Titre original : Capricorn One
- Réalisation et scénario : Peter Hyams
- Musique : Jerry Goldsmith
- Photographie : Bill Butler
- Montage : James Mitchell
- Casting : Jane Feinberg et Mike Fenton
- Concepteurs des décors : Albert Brenner
- Directeur artistique : David M. Haber
- Décors : Rick Simpson
- Costumes : Patricia Norris
- Producteur : Paul Lazarus III (de)
  - Producteur associé : Michael I. Rachmil
- Sociétés de production : ITC Entertainment et Associated General Films
- Société de distribution : Warner Bros.
- Budget : 5 000 000 $
- Pays de production :  États-Unis,  Angleterre
- Langue originale : anglais
- Format : 2,35 : 1 | CFI | 35 mm (Eastman 100T 5247) - son : 4-Track Stereo
- Genre : science-fiction, thriller, aventures, politique
- Durée : 118 minutes
- Dates de sortie :
  - États-Unis : 2 juin 1978
  - France : 26 juillet 1978

## Distribution
- Elliott Gould (VF : Jacques Balutin) : Robert Caulfield
- James Brolin : le colonel Charles Brubaker
- Sam Waterston (VF : Bernard Murat) : le lieutenant-colonel Peter Willis
- O. J. Simpson (VF : Sady Rebbot) : le commandant John Walker
- Hal Holbrook (VF : Robert Party) : Dr James Kelloway
- Brenda Vaccaro : Mme Brubaker
- Karen Black (VF : Michèle Bardollet) : Julie Drinkwater
- David Doyle : Walter Loughlin, l'éditeur de Caulfield
- Telly Savalas (VF : Henry Djanik) : Albain, le pilote du Kaydet d'épandage
- James Karen : le vice-président Price
- Robert Walden : Elliot Whitter
- Milton Selzer : Dr Burroughs
- Nancy Malone

## Distinctions
- Nomination au Saturn Award du meilleur film de science-fiction, par l'Académie des films de science-fiction, fantastique et horreur